# 49.ª Divisão de Infantaria (Alemanha)
A 49ª Divisão de Infantaria (em alemão:49. Infanterie-Division) foi uma unidade militar que serviu no Exército alemão durante a Segunda Guerra Mundial.

## Comandantes
| Comandante                      | Data                                           |
| ------------------------------- | ---------------------------------------------- |
| Generalleutnant Sigfrid Macholz | ? de fevereiro de 1944 - 4 de setembro de 1944 |
| Generalleutnant Vollrath Lübbe  | 4 de setembro de 1944 - ? de outubro de 1944   |

## Área de operações
| França                      | fevereiro de 1944 - agosto de 1944 |
| Bélgica & Oeste da Alemanha | agosto de 1944 - outubro de 1944   |